# SNR G182.4+04.3
SNR G182.4+04.3, llamado también G182.4+4.3, es un resto de supernova que se localiza en la constelación de Auriga. Fue detectado por primera vez en longitudes de onda de radio desde el radiotelescopio Effelsberg en 1998.

## Morfología
SNR G182.4+04.3 es uno de los restos de supernova más tenues en banda de radio, en donde muestra una estructura de concha. En la parte sur, la concha es brillante y tiene forma circular, mientras que en la parte norte es más tenue y aplanada.
Por su parte, el satélite ROSAT no encontró ninguna emisión de rayos X procedente de este remanente; las observaciones de rayos X obtenidos con el satélite XMM-Newton muestran una muy baja luminosidad en la banda de energía de 0,3 – 10 keV.
En cuanto a su emisión en el espectro visible, imágenes Hα de amplio campo de SNR G182.4+04.3 revelan una estructura extensa y compleja, con unos peculiares filamentos anchos y difusos a lo largo de la rama suroeste del remanente.
La ausencia casi total de emisión de [O III] sugiere que la mayor parte de su luz visible proviene de choques relativamente lentos (≤ 70 km/s), en concordancia con la poca o inexistente emisión de rayos X.
Su tenue emisión en banda de radio y su singular espectro están relacionados con su edad —véase más abajo—, un entorno interestelar de baja densidad, y su velocidad de choque relativamente baja.
Se ha sugerido que SNR G182.4+04.3 puede ser el resto de una supernova de tipo Ia.

## Distancia
SNR G182.4+04.3 es un resto antiguo con una edad aproximada de 40 000 años.
Inicialmente se pensó que SNR G182.4+04.3 se encontraba a una distancia superior a 3000 pársecs, pero un posterior estudio basado en la extinción interestelar indica una distancia de
1050 ± 240 pársecs, valor que es consistente con otra estimación (1100 pársecs) que se fundamenta en una nube molecular asociada a este resto de supernova.